# Camera (politica)
Una camera, in politica, indica un organo statale, generalmente depositario del potere legislativo.

## Origine del termine
Per camera si intende in politica una sala in cui si riunisce un ramo del parlamento.

## Caratteristiche
Può essere a composizione elettiva o costituito per designazione. In tal caso si suole distinguere tra:
- una camera bassa a composizione elettiva;
- una camera alta o senato, che può essere nominata o eletta con un meccanismo differente da quello della camera bassa.

Diversi parlamenti adottano tale suddivisione, che viene indicata con il termine bicameralismo. Gli organi legislativi invece con una sola camera sono detti monocamerali. Sono rarissimi e di interesse ormai esclusivamente storico i parlamenti costituiti da più di due camere.
Generalmente, la legislazione ha quasi sempre origine nella camera bassa; la camera alta ha la funzione di dare una "seconda lettura" della proposta di legge e di deciderne l'approvazione o il veto.

## Nel  mondo
Molte democrazie europee hanno un parlamento composto da due assemblee, le quali vengono, in genere, formate secondo criteri diversi: una camera rappresenta gli elettori di una nazione, mentre la seconda è spesso la rappresentazione degli Stati o delle regioni che compongono la nazione. 
L'Italia non corrisponde a questo principio, dato che le due camere vengono elette attenendosi a criteri assai simili.
Nella maggior parte dei paesi la camera bassa è considerata quella che rappresenta meglio il popolo e ha un controllo esclusivo e predominante su materie come la finanza pubblica e l'imposizione fiscale. La camera alta è quasi sempre composta da un numero di membri inferiore a quello della camera bassa.

### In Italia
Secondo la Costituzione della Repubblica Italiana, che è la legge fondamentale dello Stato, entrata in vigore il 1º gennaio 1948, il Parlamento è costituito da due assemblee (Camere), dotate di uguali poteri:
- la Camera dei deputati
- il Senato della Repubblica

I parlamentari sono eletti ogni cinque anni da tutti i cittadini che abbiano compiuto la maggiore età (diciotto anni).
Spetta al Parlamento indirizzare e controllare il Governo, che per poter governare deve averne la fiducia (cioè il consenso del Parlamento al suo operato).
Nella sua attività il Parlamento opera in rapporto continuo con il Governo, che propone i principali progetti di legge e che è sempre presente in tutte le fasi del lavoro parlamentare.
In Italia la legislazione può avere origine in entrambe le Camere e, a differenza di quanto accade in molti altri paesi, non è possibile che una Camera possa far prevalere la propria volontà sull'altra.
La camera bassa (la Camera dei deputati) conta 400 membri. La camera alta (Senato della Repubblica) conta 200 membri più i senatori a vita.